# 하점초등학교
하점초등학교는 대한민국 인천광역시 강화군에 있는 공립 초등학교이다.

## 학교 연혁
- 1922년 7월 3일 하점공립보통학교 개교
- 1981년 3월 1일 병설유치원 1학급 인가
- 1996년 3월 1일 하점초등학교로 개칭
- 2003년 9월 16일 교실 현대화 사업 추진
- 2003년 12월 13일 하점 교직원 공동사택 준공(18실)
- 2007년 9월 13일 과학실 개관
- 2008년 3월 1일 특수학급(어깨동무교실) 1학급 설치
- 2008년 9월 1일 방과후 보육교실(꿈자람터) 설치
- 2009년 9월 1일 제32대 남광렬 공모교장 취임